# Чиполліно (фільм)
«Чиполліно» — радянсько-італійська ексцентрична музична кінокомедія режисера Тамари Лисиціан, знята на кіностудії «Мосфільм» у 1973 році за мотивами казки Джанні Родарі «Пригоди Цибуліно» в перекладі Злати Потапової під редакцією Самуїла Маршака. Сам автор виконав у фільмі невелику роль — камео, також разом з ним знялася його дочка Паола.

## Сюжет
Жителі села, де живе хлопчик-цибулинка Чиполліно, зібралися на ринковій площі для урочистої зустрічі з принцом Лимоном, що приїхав до них. У тисняві, що виникла від великого числа присутніх, батько Чиполліно, на ім'я Чиполлоне, випадково наступив на ногу принца і був посаджений у в'язницю, як бунтівник і баламут. Керуючий графинь Вишеньок — синьйор Помідор, виконуючи волю господинь, виселив з крихітного будиночка нещасного кума Гарбуза, який жив по сусідству з цибулевим сімейством. Його ділянка терміново знадобилася принцу під нову військову базу, сплановану іноземним військовим консультантом — містером Моркоу. Графині Вишеньки оприлюднили указ, в якому значилося, що тепер буде братися орендна плата за повітря, яким дихають жителі села, а також за дощ, сніг, град й інші опади. Чиполліно закликає чинити опір беззаконню. За допомогою молодого графа Вишеньки і Полуниць-служниць повсталі захопили старовинний замок, витримали облогу армії принца Лимона і незабаром прогнали всіх гнобителів, піднявши над вільним селом прапор своєї перемоги.

## У ролях
- Джанні Родарі — казкар
- Олександр Єлістратов — Чиполліно (вокал — Марія Виноградова)
- Володимир Басов — принц Лимон
- Рина Зелена — графиня Вишня
- Олександра Панова — графиня Вишня
- Надир Малишевський — синьйор Помідор до потрясіння
- Володимир Белокуров — синьйор Помідор після потрясіння
- Георгій Віцин — адвокат Горошок
- Георгій Георгіу — камергер Патісон
- Рудольф Рудін — містер Моркоу
- Олексій Смирнов — Чиполлоне
- Наталія Крачковська — Цибуля
- Євгенія Мельникова — кума Динька
- Павло Винник — скрипаль Груша
- Роман Ткачук — пес Мастіно
- Віктор Байков — кум Гарбуз
- Віктор Колпаков — майстер Виноградинка (озвучує Іван Рижов)
- Анатолій Кубацький — староста Баклажан
- Олександр Кузнєцов — начальник штабу армії принца Лимона
- Катерина Сьомочкина — синьйорина Редисочка
- Віталій Кердімун — граф Вишенька
- Катерина Моїсеєнко — перша Полуничка
- Маріанна Смирнова — друга Полуничка
- Петро Меркур'єв — синьйор Петрушка
- Андрій Вертоградов — водій поливальної машини
- Андрій Войновський — Груша-молодший
- Паола Родарі — дочка казкаря
- Наталія Вєрова — Виноградинка-молодша (озвучує Марія Виноградова)
- Євген Лисконог — фермер
- Юрій Авшаров — кореспондент
- Віктор Весьолкін — генерал армії Лимона
- Марія Виноградова — мешканка містечка / закадровий переклад з італійської

## Знімальна група
- Автори сценарію: Фелікс Кривін, Самуїл Маршак, Тамара Лисиціан
- Діалоги: Джанні Родарі, Самуїл Маршак, Тамара Лисициан, Фелікс Кривін
- Режисер-постановник: Тамара Лисиціан
- Оператор-постановник: Дмитро Коржихін
- Художник-постановник:  Євген Галей
- Композитор:  Владислав Казенін
- Звукооператор: Міра Лексаченко
- Державний симфонічний оркестр кінематографії СРСР
  - Диригент: Марк Ермлер
- Редактор:  Валерій Карен
- Музичний редактор: Міна Бланк
- Текст пісень Євгена Євтушенка, Фелікса Кривіна
- Циркові атракціони:  Віль Головко
- Директор картини: Валерій Гандрабура